# البروة
البِرْوَة هي قرية فلسطينية هُجِّرت ودُمرت أثناء حرب 1948. كانت تقع شمالي فلسطين على بعد 10.5 كيلومتر (6.5 ميل) شرق عكا، وكانت تابعة لقضاء عكا. بلغ عدد سكانها في عام 1945 حوالي 1,460 نسمة، وكان معظمهم من المسلمين وأقلية من المسيحيين. بلغت مساحة أراضيها نحو 13,542 دونم أي ما يعادل (13.5 كم²). ووُرد ذكرها في مُنتصف القرن الحادي عشر للميلاد على لسان الجغرافي الفارسي ناصر خسرو، وقد عُرفت القرية عند الصليبيين باسم (Broet: برويت). خضعت القرية في أواخر القرن الثالث عشر للحكم المملوكي، وفي مطلع القرن السادس عشر انتزع العثمانيون الحكم وبقيت بأيديهم مدة أربعة قرون. أشارت تقارير الرحالة من أواخر القرن التاسع عشر إلى أن البروة كان بها مسجد، وكنيسة، ومدرسة ابتدائية للبنين (مدرسة البنات تم بنائها في عام 1942).
في فترة الانتداب البريطاني على فلسطين كانت البروة موطنًا لأصحاب النفوذ المحليين الذين كانوا يتوسطون في حل النزاعات بين أهالي القرى المجاورة. خلال ثورة 1936-1939 أصبحت البروة مركزًا للثوار الفلسطينيين ضد الحكم البريطاني. وبحلول أربعينات القرن الماضي فقد العديد من الفلاحين في القرية أراضيهم بسبب الديون التي تفاقمت عليهم، فانتقلوا إلى العمل في المدن المجاورة، مثل حيفا. إلا أن غالبية السكان من الرجال والنساء استمروا في عملهم بالزراعة وبيع الزيتون والحبوب وغيرها من المحاصيل في أسواق عكا. سقطت البروة في أيدي القوات الإسرائيلية في مطلع يونيو 1948، ثم استعادها أهلها، ثم سقطت مرة أخرى في أواخر يونيو. فرَّ سكانها بما فيهم الشاعر محمود درويش إلى القرى المجاورة ولبنان. تأسس على أراضي القرية في عام 1949 كيبوتس يسعور وفي عام 1950 موشاف أحيهود.

## التاريخ

### العصور الوسطى
ذُكرت البروة في عام 1047 للميلاد، خلال الحكم الفاطمي، عندما زارها الجغرافي الفارسي ناصر خسرو. وقد وصفها بأنها كانت تقع «بين عكا والدامون»، وزعم أنه زار هناك ما وصفه بمقابر سيميون وعيسو. انتزع الصليبيون السيطرة على فلسطين من الفاطميين في عام 1099. وأشاروا إلى البروة باسم (Broet: برويت). في عام 1253، باع جون اليمان حاكم قيسارية البروة وعدة قرى أخرى لفرسان الإسبتارية. وقد ذكرت البروة كجزء من مجال الصليبيين القائم على عكا في عام 1283 جرّاء هدنة تمت مع المماليك في عهد السلطان المنصور قلاوون. في أواخر القرن الثالث عشر، انتصر المماليك على الصليبيين وهزموا آخر معاقلهم على طول الخط الساحلي الشمالي لفلسطين.

### العصر العثماني
خضعت البروة للسيطرة العثمانية في عام 1517. وفي عام 1596 كانت البروة قرية صغيرة تقع في ناحية عكا التابعة لسنجق صفد. كانت تدفع الضرائب على القمح والشعير والفاكهة وخلايا النحل والماعز. وفقًا لسجلات الضرائب العثمانية، كان يعيش في القرية عام 1596 نحو 121 شخصا. تُظهر خريطة لرسامٍ فرنسي يُدعى بيير جاكوتين يعودُ تاريخها إلى عام 1799 وتحديدًا أثناء حملة نابليون على مصر والشام؛ البروة باسم (Beroweh: بيرويه)، على الرغم من أن موقعها على الخريطة كان في غير محله.
في أواخر القرن التاسع عشر نمت البروة لتصبح قرية كبيرة، بها بئر ماء في منطقتها الجنوبية. وفي منطقتها الشمالية كانت تقع «بساتين الزيتون الجميلة وحقول القمح المثمرة»، كما وصفها أحد المسافرين الغربيين للمنطقة في منتصف القرن التاسع عشر. قام الباحث الأمريكي في الكتاب المقدس إدوارد روبنسون بزيارة البروة عام 1852، وأشار إلى أنها واحدة من 18 قرية في فلسطين تنشط بها الكنيسة الأرثوذكسية الشرقية. وبحلول عام 1859، ذكر القنصل البريطاني إدوارد تي. روجرز أن البروة كان بها 900 نسمة تقريبًا. وقد وصف المستكشف الفرنسي فيكتور جويرين الذي زار القرية في عام 1875، مسيحيِّي البروة بالأرثوذكس اليونانيين، وأشار أن لديهم كنيسة «جديدة نسبيًا».
أظهرت قائمة للسكان تعود إلى عام 1887 أن البروة كان يعيش بها 755 نسمة؛ 650 مسلما و105 مسيحيين. في عام 1888 بنى العثمانيون مدرسة ابتدائية للبنين.

### الانتداب البريطاني

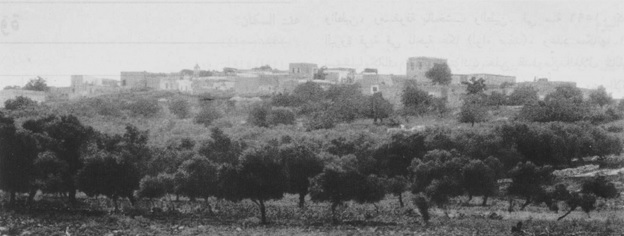
منظر عام للبروة في عام 1928.

في عام 1917، خلال الحرب العالمية الأولى، طردت القوات البريطانية العثمانيين من فلسطين وفي عام 1920، تم إنشاء الانتداب البريطاني على فلسطين. في الإحصاء البريطاني لعام 1922، كان عدد سكان البروة 807 نسمة، يتألفون من 735 مسلمًا و72 مسيحيًا. كان المسيحيون في الغالب من الأرثوذكس مع خمسة من الأنجليكان. وبحلول التعداد السكاني لعام 1931، زاد عدد السكان إلى 996، منهم 884 من المسلمين و92 من المسيحيين، يعيشون في ما مجموعه 224 منزلًا. خلال ثلاثينات القرن العشرين أصبحت أسقف الإسمنت تستخدم على نطاق واسع في البروة، حيث شهدت القرية فترة توسع كبيرة.
شارك عدد من سكان البروة في الثورة العربية 1936-1939 ضد الحكم البريطاني والهجرة اليهودية الجماعية في فلسطين. حيث كان قائد الثورة في منطقة الناصرة-طبرية -الشيخ يحيى هواش- من البروة. تم القبض عليه من قِبل البريطانيين وحكم عليه بالسجن مدى الحياة. أعدم البريطانيون أيضًا ثمانية من سكان البروة الذين شاركوا في الثورة. كما شارك عدد من النساء من البروة في الثورة عن طريق نقل الأسلحة والمياه والمواد الغذائية إلى الثوار المتمركزين بين التلال في المنطقة المجاورة. وقد أشار اللاجئون المسنّون من البروة الذين أُجريت معهم مقابلات في الفترة 2003-2004 إلى أن الثوار قاموا خلال الثورة بتفجير لغم استهدف سيارة جيب عسكرية بريطانية على طريق مجاور للبروة في أغسطس 1937، مما دفع البريطانيين إلى اتخاذ إجراءات عقابية ضد القرية. حيث قامت السلطات البريطانية بجمع الرجال من البروة، وأجبرتهم على قطع نبات الصبار قرب عكا، ثم وضعتهم عليه.
في عام 1945، كان عدد سكان البروة 1,460 نسمة، من بينهم 130 مسيحيًّا. في سنوات الأربعينات كان في البروة ثلاث معاصر زيت زيتون، ومسجد، وكنيسة، وقرابة 300 منزل. بالإضافة إلى مدرسة للذكور من العصر العثماني، وأخرى ابتدائية للإناث تأسست في عام 1943. في هذه الفترة، فقد العديد من السكان أراضيهم أو جزءًا منها بسبب الديون التي تفاقمت عليهم، الأمر الذي جعل الرجال والنساء يعملون في الوقت نفسه في المشاريع العامة بشكل متزايد، مثل بناء الطرق أو في مصفاة حيفا للنفط أو في المنشآت العسكرية البريطانية، للتعويض عن الدخل المفقود. ومع ذلك، فإن المصدر الرئيسي للدخل بقي الزراعة، وكانت المحاصيل الرئيسية للقرية هي الزيتون والقمح والشعير والذرة والسمسم والبطيخ. في 1944-1945، كان سكان القرية يملكون ما مجموعه 600 رأس من الماشية و3,000 من الماعز و1,000 دجاجة. شاركت النساء ولا سيما الشابات من أسر ملاك الأراضي الصغيرة، مع أفراد أسرهن في العمل في الأراضي، في حين أن العديد من النساء من الأسر التي لا تملك أراضٍ قد اجتذبت دخلًا كعمال موسميين في أراضي سكان القرية الآخرين. كان يقسم العمل بناءً على نوع الجنس، حيث كانت النساء تجمع مياه الآبار، وتقوم بتربية الماشية، وتخثر الحليب، وتنقل البضائع إلى أسواق عكا، وتجمع الأعشاب، بينما الرجال عادةً كانوا يحرثون الأرض ويزرعون البذور، وأخيرًا كان كلا الجنسيين الرجال والنساء يختارون الزيتون والمحاصيل التي تحصد.

### حرب 1948
في 11 يونيو 1948 نجحت القوات الإسرائيلية في احتلال البروة والمناطق المحيطة بها بعدما عززت مواقعها في الجليل الغربي من خلال السيطرة على التلال الموازية للساحل عشية الهدنة الأولى من الحرب العربية الإسرائيلية. ومن المرجح أن يكون هذا التقدم قام به لواء كرملي عقب عملية بن عمي. وقد استمرت المعارك في هذه المنطقة على الرغم من إعلان الهدنة. وأعلن الجيش الإسرائيلي في 25 يونيو أن قواته اصطدمت مع وحدات عربية في البروة وأوقعت في صفوفها 100 إصابة. أورد مراسل صحيفة نيويورك تايمز تقريرًا فحواه أن قتال القرية استمر يومين، وأن مراقبي الأمم المتحدة وصلوا إلى المكان للتحقيق في آخر أوقات وقف إطلاق النار. وأضافت التقارير أن القرية كانت تحت سيطرة حامية إسرائيلية صغيرة قبل الهدنة، ثم سقطت في أيدي العرب عندما قامت قوات انطلقت من الناصرة بهجوم مباغت واستعادت السيطرة على القرية.
وفي الأعوام اللاحقة وصف بعض سكان القرية الوضع في البروة بتفصيلات أدق ورواية تختلف إلى حد ما عن رواية الهاغاناه والصحافة الأجنبية. واستنادًا إلى رواية سكان القرية فإن الاشتباك في قريتهم دار بين الهاغاناه ومجموعة من السكان المسلحين تسليحًا خفيفًا. قال شهود عيان من الذين أجرى المؤرخ الفلسطيني نافذ نزال مقابلات معهم إن القوات الصهيونية دخلت القرية صباح 11 يونيو قبل الهدنة الأولى مباشرة. وقد اختبأ نحو 45 من المسنين في الكنيسة مع الكاهن. وبعد أن قُتل بعض المدافعين في الهجوم، انسحب الآخرون عندما نفذت ذخيرتهم، واحتمى سكان القرية بالقرى المجاورة مدة 13 يومًا تقريبًا، ثم قرروا العودة إلى قريتهم لحصاد مزروعاتهم قبل أن تفسد، وتجمع نحو 96 رجلًا مسلحين بالبنادق وعدد مماثل من الرجال والنساء غير المسلحين قرب الخطوط الأمامية لجيش الإنقاذ العربي -لم يشارك جيش الإنقاذ لأنه لم يتلقَّ الأوامر بذلك- ومن ثم اخترقوا الخطوط هاتفين «الله أكبر» -استعاد أحد سكان القرية ذكرياته- قائلًا: «كان المسلحون في الصف الأمامي للهجوم وتبعهم الرجال غير المسلحين الذين كان يحملون المعاول والفؤوس والعصي والتقطوا بنادق الذين سقطوا في القتال ثم أتت النسوة في المؤخرة يحملن الماء لإسعاف المصابين. وقد باغت سكان القرية المحتلين الصهيونيين فهاجموهم من ثلاث جهات إلى الانسحاب إلى منطقة تبعد نحو نصف كيلومتر إلى الغرب من البروة. وحصدوا زرعهم الذي كانت وحدات الهاغاناه حصدت جزءًا منه قبلًا، وظلوا في القرية يومين أي حتى 24 يونيو».
اقترح جيش الإنقاذ عندها أن يلتحق سكان القرية بعائلاتهم في القرى المجاورة وسيطر الجيش على القرية. لكن في مساء اليوم ذاته شن الصهيونيون هجومًا مضادًا فانسحب جيش الإنقاذ الأمر الذي أدى إلى سقوط القرية مجددًا وظل كثيرون يعيشون في ضواحي البروة وفي القرى المجاورة مدة طويلة كما نجح بعضهم في العودة إلى القرية واستعادة بعض الممتلكات. لم تتم السيطرة كليًا على القرية إلا بعد انتهاء المرحلة الأولى من عملية ديكل. وبعد انتهاء الهدنة الأولى أي في وسط يوليو 1948 تقريبًا شملت السيطرة على ما جوار القرية. لكن مع بدء الهدنة الثانية في 18 يوليو كانت القرية واقعة بوضوح خلف الخطوط الإسرائيلية.

### بعد 1948

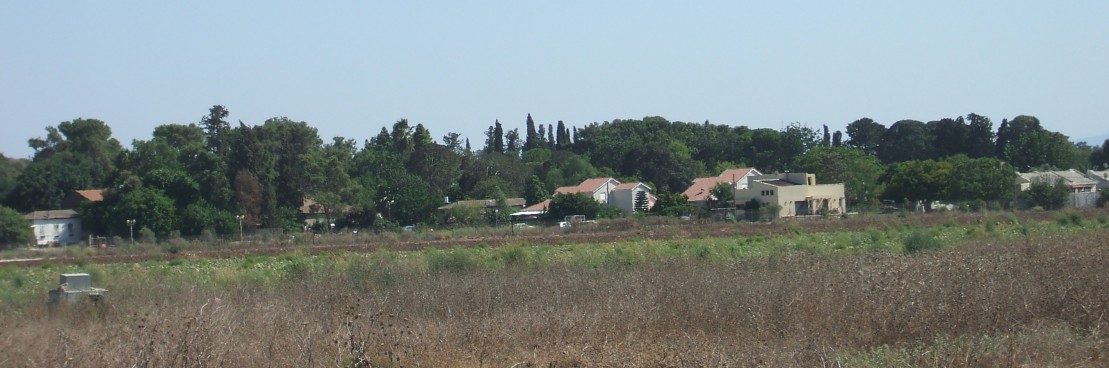
جانب من كيبوتس يسعور.

دعا الصندوق القومي اليهودي الحكومة الإسرائيلية في 20 أغسطس 1948 إلى بناء مستوطنة يهودية على أجزاء من أراضي البروة. وفي 6 يناير 1949 تأسس كيبوتس يسعور على الجزء الشرقي من أراضي القرية، وفي عام 1950 تأسس موشاف أحيهود على الجزء الغربي من أراضي القرية. وفقًا للمؤرخ الفلسطيني وليد الخالدي (اعتبارًا من 1982)، لم يتبقّى من القرية سوى ثلاثة منازل ومقامان ومدرسة، وينتشر في أنحائها الصبار والأعشاب وأشجار الزيتون والتين والتوت. وذكر أن أحد المقامين في القرية مبني بالحجارة وله قبة خفيفة الانحناء تغطي السقف بأكمله. فرَّ معظم سكان البروة إلى البلدات والقرى العربية المجاورة مثل طمرة، كابول، جديدة−المكر، كفر ياسيف، وغيرها. كما فرَّ بعضهم إلى لبنان، وانتهى بهم المطاف بمخيم شاتيلا في ضواحي بيروت، حيث قام المؤرخ الفلسطيني نافذ نزال بإجراء مقابلات معهم في عام 1973. من بين لاجئي البروة كان محمود درويش، الذي ولد في القرية عام 1941، وعاش جزءًا من طفولته فيها.
أثار عضو الكنيست توفيق طوبي في عام 1950 قضية لاجئي البروة مطالبًا الحكومة السماح لهم العودة إلى منازلهم. فاستنكر رئيس الوزراء دافيد بن غوريون ذلك، وصرّح قائلًا: «لقد قدّمَ السّائلُ حقائقَ غيرَ دقيقةٍ. البروة هي قريةٌ مهجورةٌ دُمّرت أثناءَ القتالِ. تعاونَ سُكّانها مع عصاباتِ القاوقجي. لمْ يُعاملهمْ جيشُ الدّفاعِ الإسرائيليّ والحُكومةِ كما يستحقّونَ، بلْ سمحتْ لَهُمْ بالبقاءِ بالقُرى المُجاورةِ للبروة، وأصبحوا مُقيمينَ في إسرائيل. وتُعاملهمْ الحكومةُ الإسرائيليّةُ كما تُعاملَ غيرِهِمْ مِنْ سُكّانِ إسرائيل، وحتّى أولئكَ الّذينَ يفتقرونَ إلى سُبلِ العيشِ. وقدْ أُنْشِئَتْ هيئةٌ خاصّةٌ للتعامُلِ معَ هؤلاءِ اللاجئينَ، لإعادةِ توطينهمْ وتأهيلهمْ، ليسَ بالضّرورةِ في قُراهُمْ السّابقةِ، لقدْ بدأَ بالفعلِ إعادةَ توطينِ اللاجئينَ في النّاصرة». في ديسمبر 1951، أُعلنَ موقعَ القريةِ منطقةً عسكريةً مُغلقةً.
يعيشُ اليومَ في كيبوتس يسعور نحو 790 نسمة، ومعظمهم من اليهود المهاجرين من المجر وإنجلترا والبرازيل. بينما يعيشُ في موشاف أحيهود نحو 850 نسمة، ومعظمهم من اليهود المهاجرين من اليمن. يعملُ كل منهم في مجال الزراعة وتربية المواشي والدواجن، ويعمل بعضهم في المناطق الصناعية القريبة.

## الجغرافيا
كانت البروة تتميز باعتلائها تلة صخرية تطل على سهل عكا، وترتفع نحو 60 مترًا عن سطح البحر. وكانت تقع على مسافة قصيرة إلى الجنوب الشرقي من ملتقى طريقين عامين، يؤدي إحداهما إلى عكا والآخر إلى حيفا. وكانت تبعد البروة عن عكا حوالي 10.5 كيلومتر شرقًا. أقرب القرى إلى البروة كانت الدامون (هُجرت عام 1948) وكانت تقع إلى الجنوب منها، ومن البلدات العربية التي لم تهجر الجديدة وكانت تقع إلى الشمال الغربي منها، وجولس إلى الشمال، وشعب إلى الشرق، ومجد الكروم إلى الشمال الشرقي.
بلغت مساحة أراضي البروة نحو 13,542 دونمًا (13.42 هكتارًا) منها 59 دونمًا كانت مساحة مبنية. تمثل الأراضي المزروعة 77% من إجمالي مساحة الأراضي. نحو 8,457 دونمًا كانت مخصصةً للحبوب، ونحو 1,548 دونمًا كان مرويًا أو مستخدمًا للبساتين؛ معظمه غُرس فيه أشجار الزيتون. باع سكان القرية نحو 546 دونمًا من أراضيهم لليهود، والباقي كان مملوكًا للعرب.
| ملكًا لاستخدام | العرب (دونم) | اليهود (دونم) |
| ------------- | ------------ | ------------- |
| بساتين مروية  | 1,548        | 16            |
| حبوب          | 8,457        | 431           |
| مساحة مبنية   | 59           | 0             |
| صالح للزراعة  | 10,005       | 447           |
| بور           | 2,932        | 99            |
| المجموع       | 12,996       | 546           |
| المجموع       | 13,542       |               |

### الآثار
في أكتوبر 2002، أُجريت حفريات إنقاذ في الموقع نيابةً عن سلطة الآثار الإسرائيلية. تضمنت الاكتشافات مبنى كبيرًا، العديد من الأواني الفخارية من العصر الروماني المتأخر، عملة برونزية من القرن الأول أو الثاني للميلاد، بقايا معصرة زيتون قديمة، أوعية زجاجية مثل كأس النبيذ وزجاجات تعود إلى أواخر العصر البيزنطي والأموي، وخزان للمياه الجوفية. تم العثور أيضًا على عدد قليل من القطع الفخارية التي تعود للفترات الصليبية والمملوكية.

## معرض صور

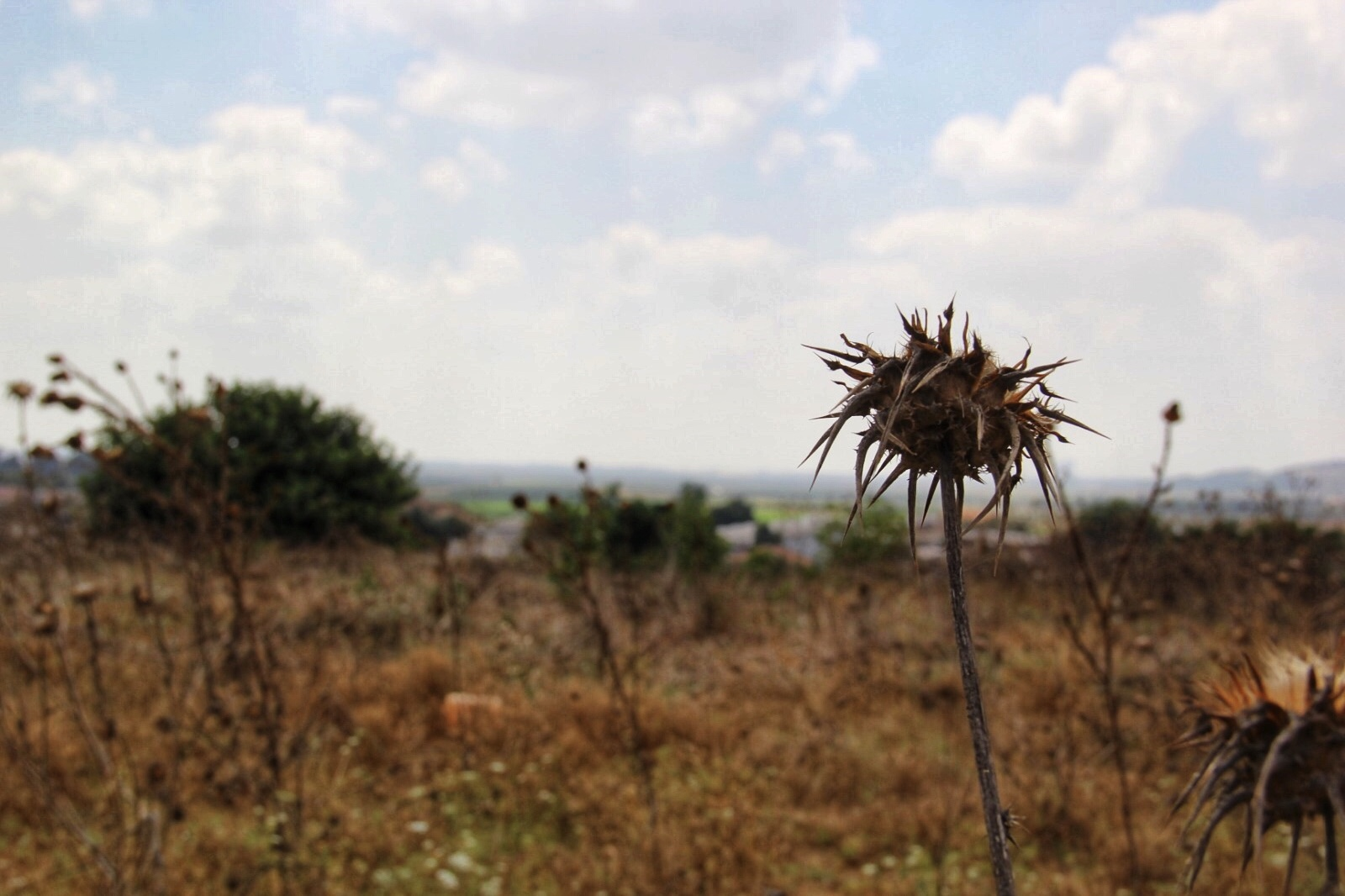
مطل من قرية البروة
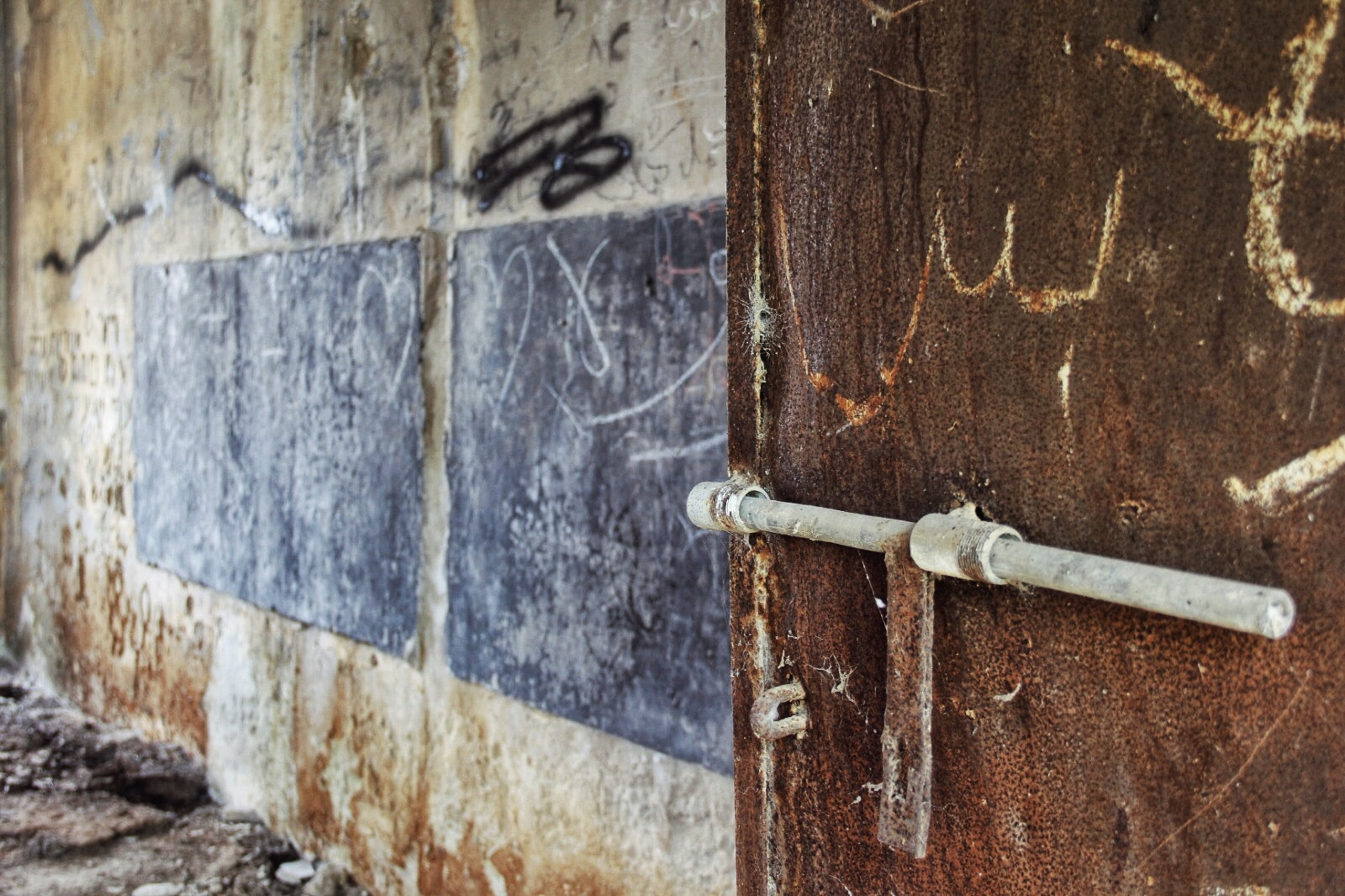
بوابة مدرسة البروة من الداخل
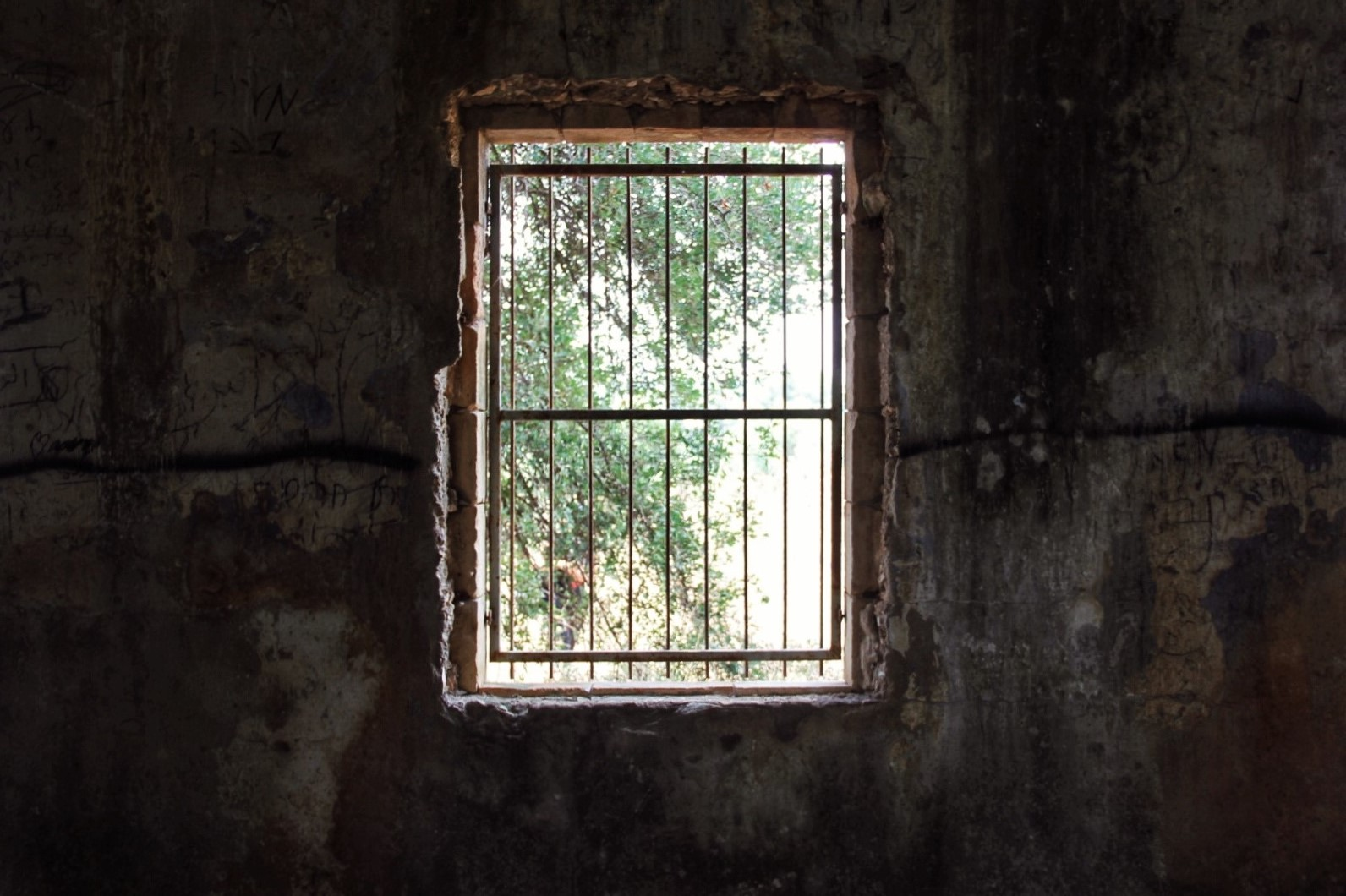
داخل المدرسة
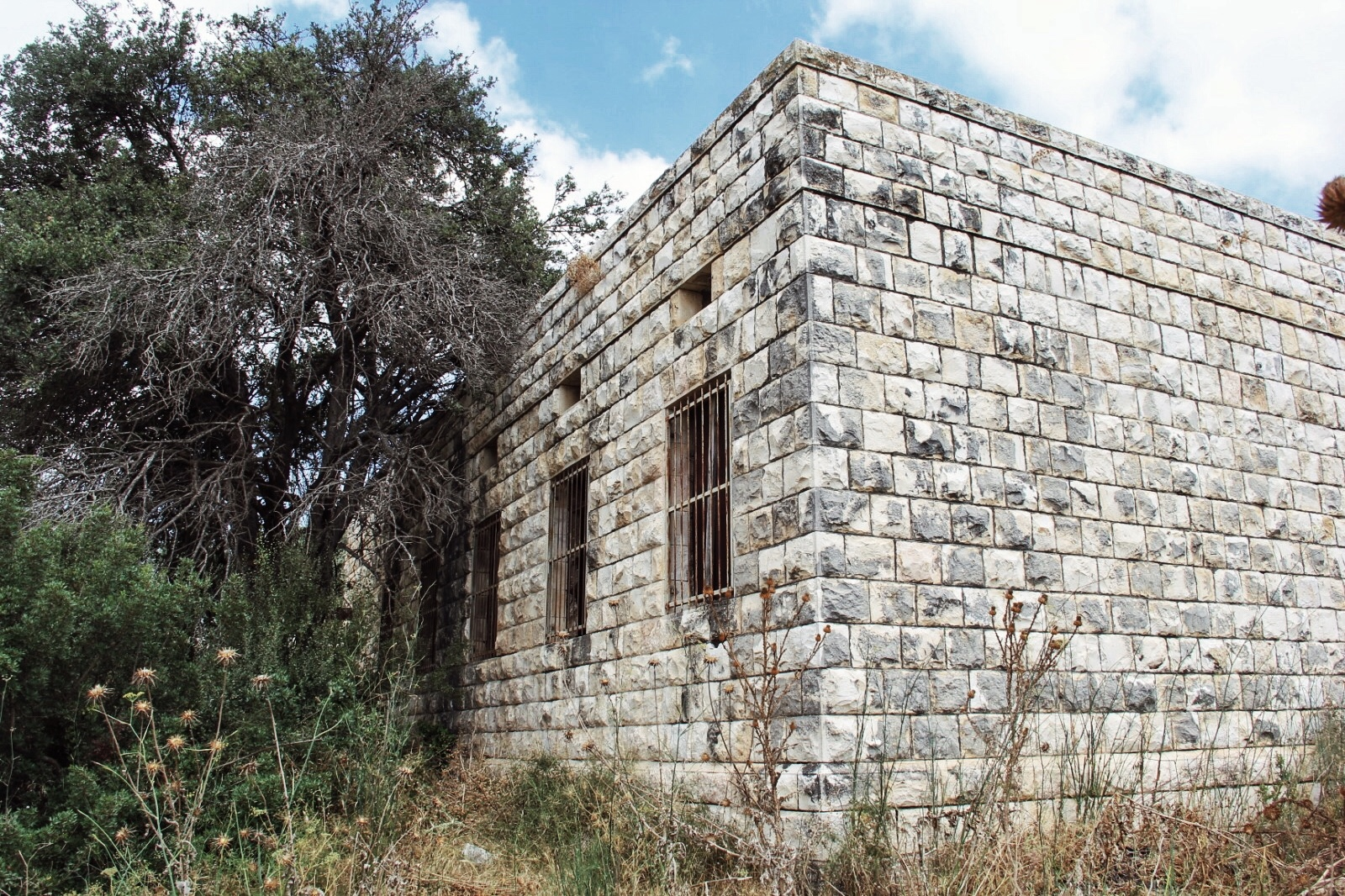
مدرسة البروة من الخارج
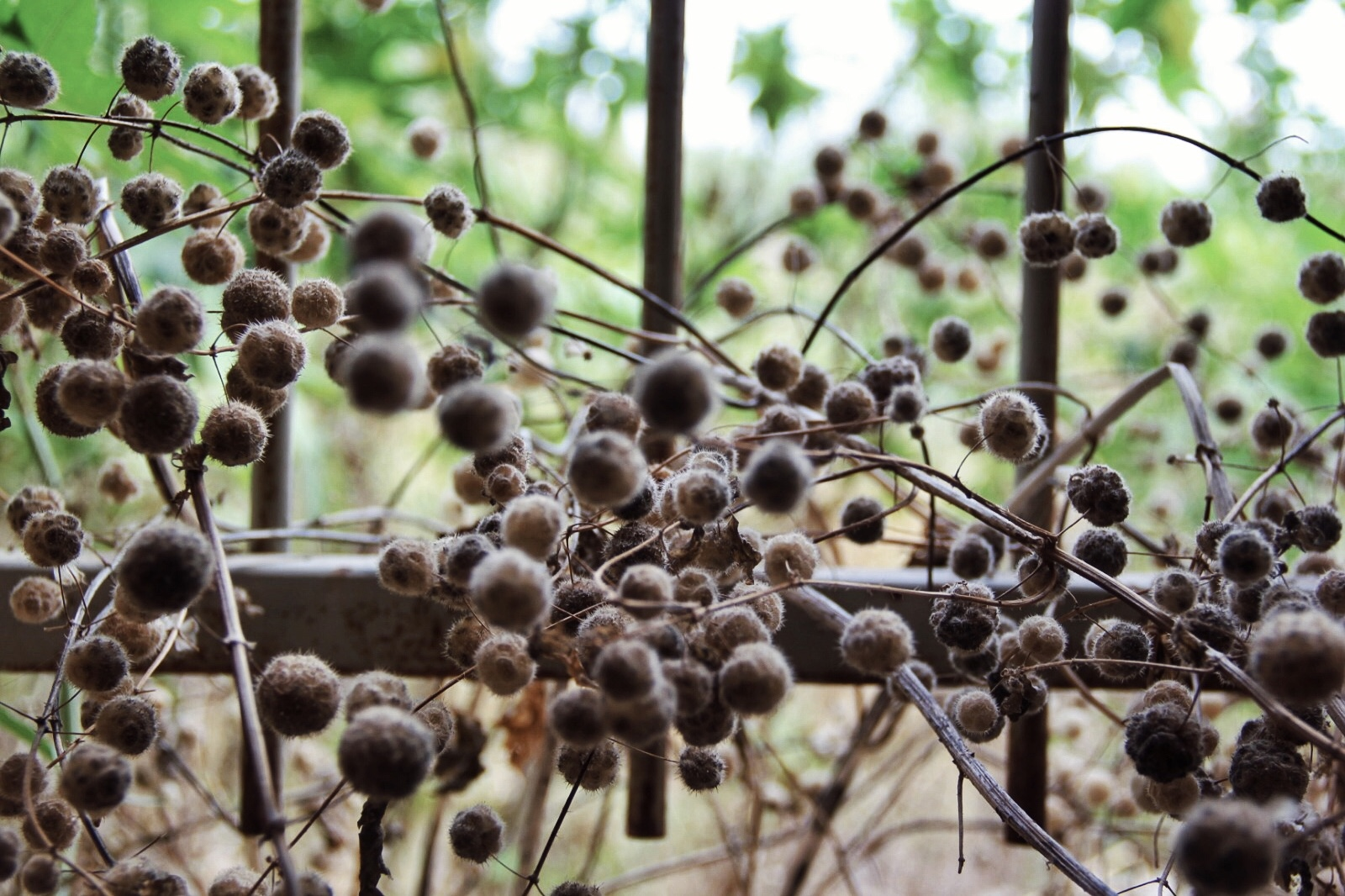
نباتات نامية على شباك المدرسة
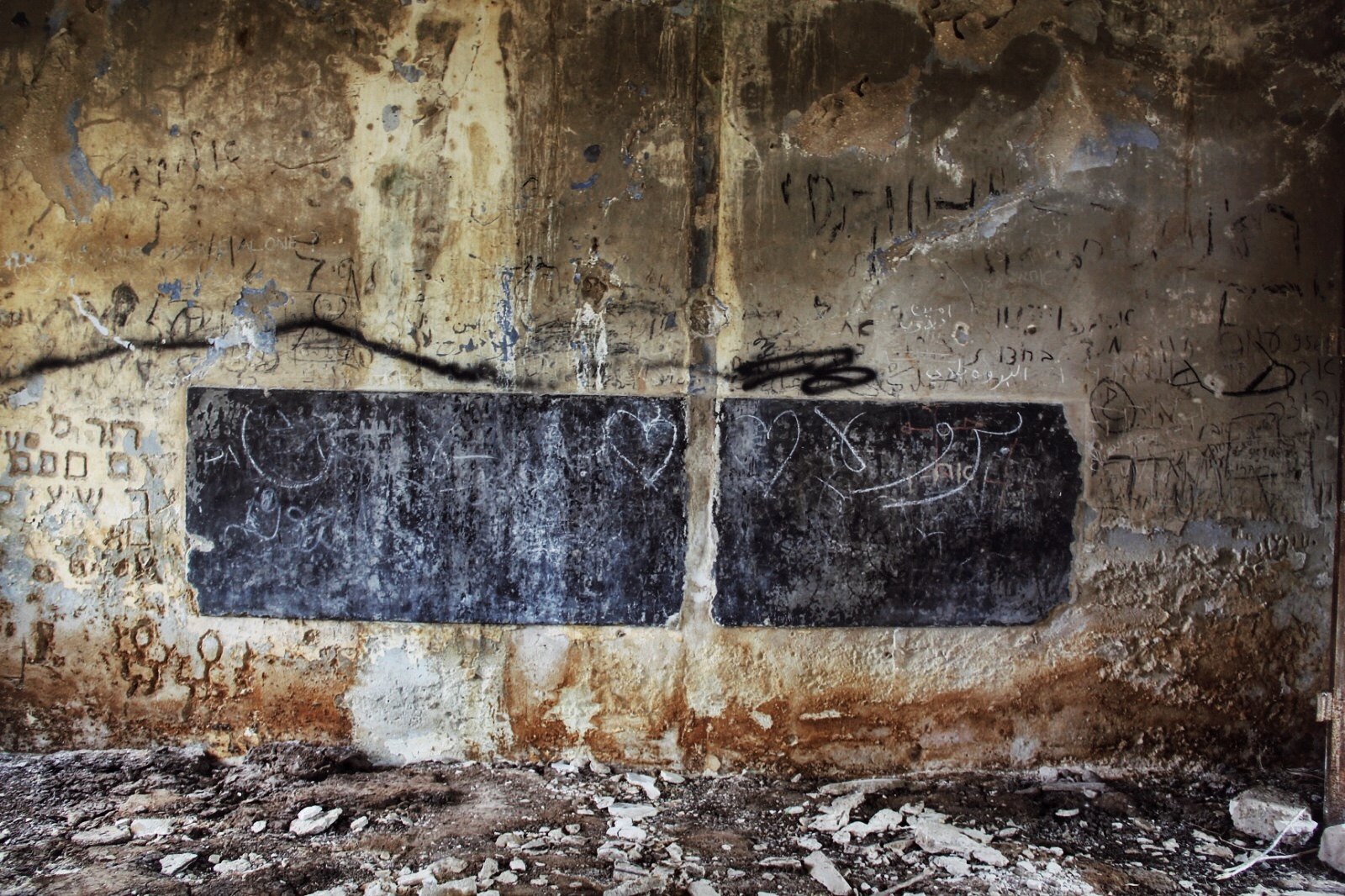
مدرسة البروة من الداخل